# Transportul (film)
Transportul (titlul original: în germană Der Transport) este un film vest-german dramatic de război, realizat în 1961 de regizorul Jürgen Roland, după romanul omonim din 1959 al scriitorului Wolfgang Altendorf, protagoniști fiind actorii Hannes Messemer, Armin Dahlen, Peter Herzog și Inge Langen.

## Rezumat
Germania, într-un loc între Passau și Regensburg în martie 1945, cu puțin timp înainte de sfârșitul celui de-al Doilea Război Mondial, ofițerul în rezervă cu deficiențe de vedere, locotenentul Felix Bleck, care era angajat ca gardian într-o închisoare militară⁠(d), a primit ordinul, împreună cu alți trei soldați invalizi de război, să transporte 40 de prizonieri într-un tren ce traversează Reichul German pentru a-i duce pe frontul de vest, unde oamenii urmau să fie alocați unui batalion disciplinar. Este clar atât pentru prizonieri, cât și pentru Bleck că aceasta va fi o acțiune periculoasă, deoarece pot să se aștepte oricând la focul avioanelor de bombardament în picaj inamice. În plus, infrastructura căilor ferate era aproape complet distrusă. Deoarece prizonierii nu mai vor să fie carne de tun pe front în ultimele zile de război, plănuiesc să-și omoare gardienii și apoi să evadeze.
În această situație, Bleck încearcă să câștige simpatia prizonierilor cu favoruri. Când locotenentul a aflat în timpul transportului că logodnica sa a murit în timpul unui bombardament aerian, iar în ultimele zile de război a devenit din ce în ce mai conștient de crimele comise de regimul nazist împotriva populației civile, a luat o decizie fatidică: vrea ca împreună cu deținuții săi să preia trenul și să se predea ca prizonieri de război. Cu puțin timp înainte de front, trenul este forțat să se oprească. În timp ce oamenii săi pot dezerta la americani, locotenentul Bleck este împușcat de jandarmeria secretă a Wehrmachtului care a urmărit trenul cu renegați.

## Distribuție
- Hannes Messemer – locotenentul Bleck
- Armin Dahlen – plutonier Steinlein
- Peter Herzog – subofițerul Brix
- Inge Langen – Helga Burghardt
- Eva Katharina Schultz – Susanne Westphal
- Helmo Kindermann – locotenentul Thomsteg
- Kurd Pieritz – locotenentul-major Schwerdtfuß
- Leo Bieber – maiorul Krugstein
- Horst Keitel – subofițerul Mahlmann
- Andreas Wolf – dr. Born
- Kurt Jaggberg – Fleischer
- Benno Hoffmann – Ketten-Charly
- Heinrich Gies – Lohmann
- Horst Naumann – Zobel
- Wolfgang Völz – Jansen
- Johannes Grossmann – Schramm
- Kurt Pratsch-Kaufmann – Wirbel

## Lansare
Filmul „Transportul” a avut premiera în Germania pe data de 30 iunie 1961.
În România premiera filmului a avut loc la data de 17 ianuarie 1963 la cinematograful „Elena Pavel” și la „Sala Palatului” din capitală.